# Pentapolis
Pentapolis (iz grškega starogrško πέντε [pénte] - pet in starogrško πόλις  [pólis]  - mesto, država)  je geografska in/ali politična zveza petih mest. V starem veku so takšne zveze nastajale verjetno zaradi političnih, trgovskih ali vojaških razlogov. Takšna je bila na primer Cinque Ports (Pet pristanišč) v Angliji, ki je združevala Hastings, New Romney, Hythe, Dover in Sandwich.

## Pomembni zgodovinski Pentapoli
- V svetopisemski Sveti deželi se Pentapolis kot Peteromestje omenja v Knjigi modrosti

In ko so propadali brezbožni, je rešila pravičnega na begu pred ognjem, ki je planil na Peteromestje.
in se nanaša na Sodomo, Gomoro, Segor, Adman in Zeboim. Mesta so se združila, da bi se s skupnimi močmi branila pred napadi tujcev:
Za časa šinárskega kralja Amraféla so se elasárski kralj Arjóh, elámski kralj Kedorlaómer in gojímski kralj Tidál 2 vojskovali zoper sódomskega kralja Bera, gomórskega kralja Biršája, admaškega kralja Šinába, cebojímskega kralja Šeméberja in kralja Bele, to je Coarja.
Štiri od njih so bila kmalu zatem popolnoma uničena.
- Filistejski (palestinski) pentapolis  je bil zveza Aškelona, Ašhoda, Ekrona, Gata in Gaze, ki so skupaj tvorili Palestino.

- Dorski pentapolis je bil zveza Kosa na istoimenskem otoku v Egejskem morju, Knida v Kariji na zahodni obali Male Azije ter Lindosa, Ialisa  in Kameirosa na Rodosu.

- Pontski (črnomorski) pentapolis je bil zveza črnomorskih mest Apolonija (Sozopol),  Kalatis (Mangalia), Mesembrija (Nesebar), Odesos (Varna) in Tomis (Constanța) v sedanji Bolgariji in Romuniji.

- Zahodni pentapolis je bil zveza petih največjih grških kolonij, iz katerega je nastala rimska provinca Libia Superior na zahodu Cirenajke, Libija. Z Dioklecijanovimi reformami je bila province leta 296 ukinjena. Najpomembnejša mesta so bila Cirena in njeno  pristanišče  Apolonija,  Ptolemais, ki je po porušitvi Cirene v potresu postal drugo glavno mesto, Barka, upravno središče kasnejše arabske province Barka, Balagre in Berenice, sedanji Bengazi. Pentapolis se kot pentapolis inferior navaja v uradnem naslovu pravoslavnega  aleksandrijskega patriarha in papeža Koptske pravoslavne cerkve.

- V Italiji sta bila dva Pentapolisa. V prvem so bila združena mesta Ravena, Forli, Forlimpopoli, Classe in Cezareja. V drugem, srednjeveški Vojvodini Pentapolis, so bila združena mesta iz Toskane in Spoleta: Rimini, Pesaro, Fano, Sinigaglia in Ancona.  Mesta so tvorila jedro Ravenskega eksarhata. Po padcu eksarhata so se pretvorila v Ankonsko marko.

- Pentapolis Cinque Ports v Angliji je bil zveza pristanišč Hastings, New Romney, Hythe, Dover in Sandwich.

## Sodobni pentapoli

### Italija
- Cinque Terre je skupina petih obalnih mest v Liguriji, ki so organizirana v Narodni park Cinque Terre. Park je na Unescovem seznamu svetovne kulturne dediščine.

### Indija
- Nacionalno regijo prestolnice Delhi (NCR) sestavja pet mest: Delhi, Gurgaon, Ghaziabad, Noida in Faridabad.

### Združene države Amerike
- Five Towns na jugozahodni obali newyorške regije Long Island je skupina naselij, ki jo sestavljata vasi Lawrence in Cedarhurst, zaselka Woodmere in Inwood in Hewletti - vasi Hewlett Bay Park, Hewlett Harbor in  Hewlett Neck in zaselek Hewlett.[3]

- Five Boroughs je sestavljalo pet samoupravnih mestnih področij New York  Cityja, ki so bila samostojna od leta 1874 do 1898.

- Quad Cities - Davenport in Bettendorf v Iowi ter Rock Island, Moline in East Moline in Illinoisu - so se tako imenovala do izgradnje mesta Bettendorf v Iowi sredi 20. stoletja. Mesta imajo skupne kulturne ustanove in infrastrukturo.

### Alžirija
- V Alžirji je na skalnatih vzpetinah ob vadiju Mzab pet ksurov, obzidanih vasi  s skupnim imenom Pentapolis. Skupino sestavljajo vasi Gardaja, ki je glavna, Beni Isguen, Melika, Bunura in El Ateuf. Če se k njim doda še nedavno zgrajeni naselji Bériane in El Guerara, nastane zaključen  Mzab Heptapolis. Regija Mzab je na  Unescovem seznamu  svetovne kulturne dediščine.

## Vira
- Catholic Encyclopaedia.
- Westermann Großer Atlas zur Weltgeschichte.